# Emil Ramilewitsch Garipow
Emil Ramilewitsch Garipow (russisch Эмиль Рамилевич Гарипов; * 15. August 1991 in  Kasan, Russische SFSR) ist ein russischer Eishockeytorwart, der seit Mai 2021 beim HK Traktor Tscheljabinsk in der Kontinentalen Hockey-Liga unter Vertrag steht.

## Karriere
Emil Garipow stammt aus der Nachwuchsabteilung von Ak Bars Kasan, für dessen zweite Herrenmannschaft er während der Saison 2005/06 in der drittklassigen Perwaja Liga debütierte. Während der Saison 2007/08 gab er dann sein Debüt für die Profimannschaft des Klubs, als er in einer Superliga-Partie eingesetzt wurde und dabei ohne Gegentor blieb. In der folgenden Saison wurde er parallel bei der zweiten Mannschaft von Ak Bars und bei Neftjanik Almetjewsk in der zweitklassigen Wysschaja Liga eingesetzt.
2009 gewann er mit der U18-Nationalmannschaft Russlands die Silbermedaille bei der U18-Junioren-Weltmeisterschaft.
Mit der Gründung des Juniorenteams Bars Kasan, das 2009 Gründungsmitglied der Molodjoschnaja Chokkeinaja Liga war, wechselte Garipow in den Kader dieser Mannschaft, absolvierte aber in der Folge auch immer wieder einige Partien für Neftjanik.
Ab der Saison 2011/12 gehört Garipow dem erweiterten Kader der Profimannschaft von Ak Bars an und wurde zur Saison 2014/15 Stammtorhüter des Teams. Zuvor hatte er in der Saison 2013/14 den besten Gegentorschnitt und die beste Fangquote aller KHL-Torhüter aufgewiesen und verdrängte dadurch Konstantin Barulin von dessen Posten.
Am Ende der Saison 2017/18 gewann er mit Ak Bars den Gagarin-Pokal und damit auch die russische Meisterschaft. Aufgrund einer Rückenverletzung konnte er ab Dezember 2018 keine Spiele für Ak Bars mehr absolvieren. Ende November 2019 verließ er den Kasaner Klub nach 252 KHL-Partien in gegenseitigem Einvernehmen und wechselte zum HK Awangard Omsk.
Anfang Dezember 2020 wurde er von Awangard Omsk (nach insgesamt 25 Partien für den Klub) gegen Zahlung einer Entschädigung an den HK Dynamo Moskau abgegeben. Für Dynamo absolvierte er bis zum Saisonende 7 KHL-Partien, ehe er im Mai 2021 vom HK Traktor Tscheljabinsk verpflichtet wurde.

## Erfolge und Auszeichnungen
- 2009 Silbermedaille bei der U18-Junioren-Weltmeisterschaft
- 2010 MHL All-Star Game
- 2014 Bester Gegentorschnitt der KHL (1,43)
- 2014 Beste Fangquote der KHL (95,2 %)
- 2018 Gagarin-Pokal-Gewinn und Russischer Meister mit Ak Bars Kasan
- 2020 KHL-Torwart des Monats September

## Karrierestatistik
(Legende zur Torhüterstatistik: GP oder Sp = Spiele insgesamt; W oder S = Siege; L oder N = Niederlagen; T oder U oder OT = Unentschieden oder Overtime- bzw. Shootout-Niederlage; Min. = Minuten; SOG oder SaT = Schüsse aufs Tor; GA oder GT = Gegentore; SO = Shutouts; GAA oder GTS = Gegentorschnitt; Sv% oder SVS% = Fangquote; EN = Empty Net Goal; 1 Play-downs/Relegation; Kursiv: Statistik nicht vollständig)